# System dwuipółpartyjny
System dwuipółpartyjny – kategoria wprowadzona przez Jeana Blondela dla oznaczenia takiego typu rywalizacji politycznej, w którym obok dwóch wielkich partii występuje trzecia, zdolna do zdobycia do 20% mandatów i posiadająca potencjał koalicyjny.
Najistotniejszą cechą systemu dwuipółpartyjnego jest to, że żadne z dwóch wielkich ugrupowań nie jest w stanie uzyskać bezwzględnej większości mandatów i, co za tym idzie, rządzić samodzielnie poprzez jednopartyjny gabinet większościowy. Efektem rywalizacji w ramach systemu dwuipółpartyjnego są stabilne, większościowe gabinety koalicyjne. Mechanizm systemu dwuipółpartyjnego jest podobny do mechanizmu systemu dwupartyjnego. Oba są przykładem rywalizacji dwubiegunowej (bipolaryzmu). Zasadniczą różnicę stanowi fakt, że klasyczna dwupartyjność wyklucza zinstytucjonalizowaną współpracę rywalizujących partii na arenie parlamentarno-gabinetowej, powodując faktyczną izolację "partii trzecich". 
System dwuipółpartyjny występuje w państwach demokratycznych, gdzie wśród społeczeństwa występuje duży stopień polaryzacji sympatii wyborców, przez co na scenie politycznej widoczne są jedynie dwie wiodące lecz skłócone ze sobą partie i jedna tzw.  partia obrotowa, możliwa do zaakceptowania jako koalicjant przez którąś z partii głównych. Koalicja dużej i małej partii pozwala uzyskać większość i umożliwia skuteczne rządzenie. 
System dwuipółpartyjny występował w Austrii. Przykładem mogą być też Niemcy - CDU i SPD, jako partia obrotowa przez długi czas występowała FDP.